# Lijst van afleveringen van Chicago Med
Dit is een lijst met afleveringen van de Amerikaanse televisieserie Chicago Med.
Een overzicht van alle afleveringen is hieronder te vinden.

## Seizoen 1 (2015-2016)
| nr. in serie | nr. in seizoen | Titel        | Regisseur          | Schrijver(s)                                  | Uitzenddatum     |
| ------------ | -------------- | ------------ | ------------------ | --------------------------------------------- | ---------------- |
| 1            | 1              | Derailed     | Michael Waxman     | Andrew Dettmann                               | 17 november 2015 |
| 2            | 2              | iNO          | Fred Berner        | Stephen Hootstein                             | 24 november 2015 |
| 3            | 3              | Fallback     | Tara Nicole Weyr   | Simran Baidwan                                | 1 december 2015  |
| 4            | 4              | Mistaken     | Donald Petrie      | Eli Talbert                                   | 8 december 2015  |
| 5            | 5              | Malignant    | Nick Gomez         | Jeff Drayer                                   | 5 januari 2016   |
| 6            | 6              | Bound        | Michael Waxman     | Will Pascoe                                   | 19 januari 2016  |
| 7            | 7              | Saint        | Jann Turner        | Mary Leah Sutton                              | 26 januari 2016  |
| 8            | 8              | Reunion      | Donald Petrie      | David Weinstein                               | 2 februari 2016  |
| 9            | 9              | Choices      | Jean de Segonzac   | Joshua Hale Fialkov                           | 9 februari 2016  |
| 10           | 10             | Clarity      | Fred Berner        | Safura Fadavi                                 | 16 februari 2016 |
| 11           | 11             | Intervention | Sanford Bookstaver | Jeff Drayer & Simran Baidwan                  | 23 februari 2016 |
| 12           | 12             | Guilty       | Holly Dale         | Michael Brandt                                | 29 maart 2016    |
| 13           | 13             | Us           | Michael Waxman     | Diane Frolov & Andrew Schneider & Jeff Drayer | 5 april 2016     |
| 14           | 14             | Hearts       | Donald Petrie      | Liz Brixius                                   | 19 april 2016    |
| 15           | 15             | Inheritance  | Stephen Cragg      | Joseph Sousa                                  | 26 april 2016    |
| 16           | 16             | Disorder     | Ami Mann           | Eli Talbert                                   | 3 mei 2016       |
| 17           | 17             | Withdrawal   | Fred Berner        | Jeff Drayer & Stephen Hootstein               | 10 mei 2016      |
| 18           | 18             | Timing       | Michael Waxman     | Diane Frolov & Andrew Schneider               | 17 mei 2016      |

## Seizoen 2 (2016-2017)
| nr. in serie | nr. in seizoen | Titel                | Regisseur                | Schrijver(s)                                          | Uitzenddatum      |
| ------------ | -------------- | -------------------- | ------------------------ | ----------------------------------------------------- | ----------------- |
| 19           | 1              | Soul Care            | Arthur W. Forney         | Diane Frolov & Andrew Schneider                       | 22 september 2016 |
| 20           | 2              | Win Loss             | David Rodriguez          | Eli Talbert & Safura Fadavi                           | 29 september 2016 |
| 21           | 3              | Natural History      | Michael Waxman           | Stephen Hootstein & Danny Weiss                       | 6 oktober 2016    |
| 22           | 4              | Brother's Keeper     | Stephen Cragg            | Jeff Drayer & Joseph Sousa                            | 13 oktober 2016   |
| 23           | 5              | Extreme Measures     | Daisy von Scherler Mayer | Shelley Meals & Darin Goldberg                        | 20 oktober 2016   |
| 24           | 6              | Alternative Medicine | Eriq La Salle            | Diane Frolov & Andrew Schneider                       | 27 oktober 2016   |
| 25           | 7              | Inherent Bias        | Michael Waxman           | Stephen Hootstein & Danny Weiss                       | 3 november 2016   |
| 26           | 8              | Free Will            | Charles S. Carroll       | Jeff Drayer & Joseph Sousa                            | 10 november 2016  |
| 27           | 9              | Uncharted Territory  | Patrick Norris           | Eli Talbert & Safura Fadavi                           | 5 januari 2017    |
| 28           | 10             | Heart Matters        | Fred Berner              | Darin Goldberg & Shelley Meals                        | 12 januari 2017   |
| 29           | 11             | Graveyard Shift      | Alex Zakrzewski          | Diane Frolov & Andrew Schneider                       | 19 januari 2017   |
| 30           | 12             | Mirror Mirror        | Vincent Misiano          | Stephen Hootstein                                     | 2 februari 2017   |
| 31           | 13             | Theseus' Ship        | Kenneth Johnson          | Jeff Drayer                                           | 9 februari 2017   |
| 32           | 14             | Cold Front           | Michael Waxman           | Diane Frolov & Andrew Schneider & Danny Weiss         | 16 februari 2017  |
| 33           | 15             | Lose Yourself        | David Rodriguez          | Eli Talbert                                           | 2 maart 2017      |
| 34           | 16             | Prisoner's Dilemma   | Laura Belsey             | Joseph Sousa                                          | 9 maart 2017      |
| 35           | 17             | Monday Mourning      | Fred Berner              | Jeff Drayer & Danny Weiss & Paul R. Puri              | 16 maart 2017     |
| 36           | 18             | Lesson Learned       | Michael Pressman         | Safura Fadavi                                         | 30 maart 2017     |
| 37           | 19             | Ctrl Alt             | Valerie Weiss            | Stephen Hootstein & Jason Cho                         | 6 april 2017      |
| 38           | 20             | Generation Gap       | Stephen Cragg            | Shelley Meals & Darin Goldberg                        | 13 april 2017     |
| 39           | 21             | Deliver Us           | Holly Dale               | Jeff Drayer & Joseph Sousa                            | 27 april 2017     |
| 40           | 22             | White Butterflies    | Eriq La Salle            | Stephen Hootstein & Eli Talbert                       | 4 mei 2017        |
| 41           | 23             | Love Hurts           | Michael Waxman           | Diane Frolov & Andrew Schneider & Gabriel L. Feinberg | 11 mei 2017       |

## Seizoen 3 (2017-2018)
| nr. in serie | nr. in seizoen | Titel                   | Regisseur                  | Schrijver(s)                                                      | Uitzenddatum     |
| ------------ | -------------- | ----------------------- | -------------------------- | ----------------------------------------------------------------- | ---------------- |
| 42           | 1              | Speak Your Truth        | Michael Waxman             | Diane Frolov & Andrew Schneider & Stephen Hootstein & Danny Weiss | 21 november 2017 |
| 43           | 2              | Nothing to Fear         | Charles S. Carroll         | Jeff Drayer & Joseph Sousa                                        | 28 november 2017 |
| 44           | 3              | Trust Your Gut          | Mark Tinker                | Eli Talbert & Safura Fadavi                                       | 5 december 2017  |
| 45           | 4              | Naughty or Nice         | Daisy Von Scherler Mayer   | Daniel Sinclair & Danny Weiss                                     | 12 december 2017 |
| 46           | 5              | Mountains and Molehills | Michael Waxman             | Stephen Hootstein & Meridith Friedman                             | 2 januari 2018   |
| 47           | 6              | Ties That Bind          | Valerie Weiss              | Diane Frolov & Andrew Schneider & Gabriel L. Feinberg             | 9 januari 2018   |
| 48           | 7              | Over Troubled Water     | Leon Ichaso                | Jeff Drayer & Jason Cho                                           | 16 januari 2018  |
| 49           | 8              | Lemons and Lemonade     | Jono Oliver                | Eli Talbert & Paul R. Puri                                        | 23 januari 2018  |
| 50           | 9              | On Shaky Ground         | Donald Petrie              | Joseph Sousa & Danny Weiss                                        | 6 februari 2018  |
| 51           | 10             | Down By Law             | Michael Waxman             | Stephen Hootstein & Safura Fadavi                                 | 27 februari 2018 |
| 52           | 11             | Folie à Deux            | David Rodriguez            | Diane Frolov & Andrew Schneider                                   | 6 maart 2018     |
| 53           | 12             | Born This Way           | Lin Oeding                 | Jeff Drayer & Daniel Sinclair                                     | 20 maart 2018    |
| 54           | 13             | Best Laid Plans         | Fred Berner                | Eli Talbert & Meridith Friedman                                   | 27 maart 2018    |
| 55           | 14             | Lock It Down            | Salli Richardson-Whitfield | Diane Frolov & Andrew Schneider & Danny Weiss                     | 3 april 2018     |
| 56           | 15             | Devil in Disguise       | Michael Pressman           | Stephen Hootstein & Joseph Sousa                                  | 10 april 2018    |
| 57           | 16             | An Inconvenient Truth   | Charles Carroll            | Safura Fadavi & Meridith Friedman                                 | 17 april 2018    |
| 58           | 17             | The Parent Trap         | Jono Oliver                | Jeff Drayer                                                       | 24 april 2018    |
| 59           | 18             | This Is Now             | Charles Carroll            | Eli Talbert & Daniel Sinclair                                     | 1 mei 2018       |
| 60           | 19             | Crisis of Confidence    | Martha Mitchell            | Stephen Hootstein & Danny Weiss                                   | 8 mei 2018       |
| 61           | 20             | The Tipping Point       | Michael Waxman             | Michael Brandt                                                    | 15 mei 2018      |

## Seizoen 4 (2018-2019)
| nr. in serie | nr. in seizoen | Titel                   | Regisseur          | Schrijver(s)                                        | Uitzenddatum      |
| ------------ | -------------- | ----------------------- | ------------------ | --------------------------------------------------- | ----------------- |
| 62           | 1              | Be My Better Half       | Michael Waxman     | Diane Frolov & Andrew Schneider                     | 26 september 2018 |
| 63           | 2              | When to Let Go          | Charles S. Carroll | Diane Frolov & Andrew Schneider & Danny Weiss       | 3 oktober 2018    |
| 64           | 3              | Heavy is the Head       | Michael Waxman     | Jeff Drayer                                         | 10 oktober 2018   |
| 65           | 4              | Backed Against the Wall | Vincent Misiano    | Eli Talbert                                         | 17 oktober 2018   |
| 66           | 5              | What You Don't Know     | Donald Petrie      | Stephen Hootstein                                   | 24 oktober 2018   |
| 67           | 6              | Lesser of Two Evils     | Martha Mitchell    | Safura Fadavi & Meridith Friedman                   | 31 oktober 2018   |
| 68           | 7              | The Poison Inside Us    | Milena Govich      | Jeff Drayer & Joseph Sousa                          | 7 november 2018   |
| 69           | 8              | Play By My Rules        | Valerie Weiss      | Eli Talbert & Daniel Sinclair                       | 14 november 2018  |
| 70           | 9              | Death Do Us Part        | Fred Berner        | Stephen Hootstein & Paul R. Puri                    | 5 december 2018   |
| 71           | 10             | All the Lonely People   | Michael Waxman     | Diane Frolov & Andrew Schneider                     | 9 januari 2019    |
| 72           | 11             | Who Can You Trust       | Charles S. Carroll | Safura Fadavi & Meridith Friedman                   | 16 januari 2019   |
| 73           | 12             | The Things We Do        | Carl Seaton        | Jeff Drayer & Danny Weiss                           | 23 januari 2019   |
| 74           | 13             | Ghosts in the Attic     | Michael Pressman   | Stephen Hootstein & Joseph Sousa & Jason Cho        | 6 februari 2019   |
| 75           | 14             | Can't Unring That Bell  | Lin Oeding         | Diane Frolov & Andrew Schneider and Daniel Sinclair | 13 februari 2019  |
| 76           | 15             | We Hold These Truths    | Nicole Rubio       | Eli Talbert & Paul R. Puri                          | 20 februari 2019  |
| 77           | 16             | Old Flames, New Sparks  | Elodie Keene       | Safura Fadavi & Meridith Friedman                   | 27 februari 2019  |
| 78           | 17             | The Space Between Us    | Daniela De Carlo   | Danny Weiss & Ryan Michael Johnson                  | 27 maart 2019     |
| 79           | 18             | Tell Me the Truth       | Vincent Misiano    | Diane Frolov & Andrew Schneider                     | 3 april 2019      |
| 80           | 19             | Never Let You Go        | Charles S. Carroll | Michael Brandt                                      | 24 april 2019     |
| 81           | 20             | More Harm Than Good     | Milena Govich      | Daniel Sinclair                                     | 8 mei 2019        |
| 82           | 21             | Forever Hold Your Peace | Charles S. Carroll | Safura Fadavi & Meridith Friedman                   | 15 mei 2019       |
| 83           | 22             | With a Brave Heart      | Michael Waxman     | Diane Frolov & Andrew Schneider                     | 22 mei 2019       |

## Seizoen 5 (2019-2020)
| nr. in serie | nr. in seizoen | Titel                           | Regisseur          | Schrijver(s)                            | Uitzenddatum      |
| ------------ | -------------- | ------------------------------- | ------------------ | --------------------------------------- | ----------------- |
| 84           | 1              | Never Going Back to Normal      | Michael Pressman   | Diane Frolov & Andrew Schneider         | 25 september 2019 |
| 85           | 2              | We're Lost in the Dark          | Alex Chapple       | Jeff Drayer                             | 2 oktober 2019    |
| 86           | 3              | In the Valley of the Shadows    | Charles S. Carroll | Stephen Hootstein                       | 9 oktober 2019    |
| 87           | 4              | Infection: Part II              | Michael Pressman   | Diane Frolov & Andrew Schneider         | 16 oktober 2019   |
| 88           | 5              | Got a Friend in Me              | John Polson        | Eli Talbert                             | 23 oktober 2019   |
| 89           | 6              | It's All in the Family          | Nicole Rubio       | Safura Fadavi & Meridith Friedman       | 30 oktober 2019   |
| 90           | 7              | Who Knows What Tomorrow Brings  | Jerry Levine       | Daniel Sinclair & Paul R. Puri          | 6 november 2019   |
| 91           | 8              | Too Close to the Sun            | Michael Berry      | Joseph Sousa & Danny Weiss              | 13 november 2019  |
| 92           | 9              | I Can’t Imagine the Future      | Charles S. Carroll | Diane Frolov & Andrew Schneider         | 20 november 2019  |
| 93           | 10             | Guess it Doesn't Matter Anymore | Mykelti Williamson | Stephen Hootstein & Gabriel L. Feinberg | 8 januari 2020    |
| 94           | 11             | The Ground Shifts Beneath Us    | Martha Mitchell    | Safura Fadavi & Meridith Friedman       | 15 januari 2020   |
| 95           | 12             | Leave the Choice to Solomon     | Milena Govich      | Jeff Drayer                             | 22 januari 2020   |
| 96           | 13             | Pain is For the Living          | Vincent Misiano    | Eli Talbert                             | 5 februari 2020   |
| 97           | 14             | It May Not Be Forever           | Elodie Keene       | Daniel Sinclair & Paul R. Puri          | 12 februari 2020  |
| 98           | 15             | I Will Do No Harm               | Vanessa Parise     | Joseph Sousa & Danny Weiss              | 26 februari 2020  |
| 99           | 16             | Who Should Be the Judge         | Alex Chapple       | Safura Fadavi                           | 4 maart 2020      |
| 100          | 17             | The Ghosts of the Past          | Michael Waxman     | Diane Frolov & Andrew Schneider         | 18 maart 2020     |
| 101          | 18             | In the Name of Love             | S.J. Main Muñoz    | Meridith Friedman                       | 25 maart 2020     |
| 102          | 19             | Just a River in Egypt           | Jean de Segonzac   | Jeff Drayer                             | 8 april 2020      |
| 103          | 20             | A Needle in the Heart           | NNB                | NNB                                     | 15 april 2020     |

## Seizoen 6 (2020-2021)
| nr. in serie | nr. in seizoen | Titel                                    | Regisseur          | Schrijver(s)                         | Uitzenddatum     |
| ------------ | -------------- | ---------------------------------------- | ------------------ | ------------------------------------ | ---------------- |
| 104          | 1              | When Did We Begin to Change?             | Michael Pressman   | Diane Frolov & Andrew Schneider      | 11 november 2020 |
| 105          | 2              | Those Things Hidden in Plain Sight       | John Polson        | Stephen Hootstein & Daniel Sinclair  | 18 november 2020 |
| 106          | 3              | Do You Know the Way Home?                | Mykelti Williamson | Mykelti Williamson                   | 13 januari 2021  |
| 107          | 4              | In Search of Forgiveness, Not Permission | Milena Govich      | Eli Talbert & Paul R. Puri           | 27 januari 2021  |
| 108          | 5              | When Your Heart Rules Your Head          | Mykelti Williamson | Safura Fadavi & Meridith Friedman    | 3 februari 2021  |
| 109          | 6              | Don't Want to Face This Now              | Milena Govich      | Melissa R. Byer & Treena Hancock     | 10 februari 2021 |
| 110          | 7              | Better Is the Enemy of Good              | Charles S. Carroll | Diane Frolov & Andrew Schneider      | 17 februari 2021 |
| 111          | 8              | Fathers and Mothers, Daughters and Sons  | John Polson        | Safura Fadavi & Meridith Friedman    | 10 maart 2021    |
| 112          | 9              | For the Want of A Nail                   | S.J. Main Muñoz    | Stephen Hootstein & Daniel Sinclair  | 17 maart 2021    |
| 113          | 10             | So Many Things We've Kept Buried         | Martha Mitchell    | Jeff Drayer & Paul R. Puri           | 31 maart 2021    |
| 114          | 11             | Letting Go Only to Come Together         | S.J. Main Muñoz    | Eli Talbert & Gabriel L. Feinberg    | 7 april 2021     |
| 115          | 12             | Some Things Are Worth the Risk           | Carl Weathers      | Melissa R. Byer & Treena Hancock     | 21 april 2021    |
| 116          | 13             | What A Tangled Web We Weave              | Bethany Rooney     | Safura Fadavi & Ryan Michael Johnson | 5 mei 2021       |
| 117          | 14             | A Red Pill, a Blue Pill                  | Michael Berry      | Stephen Hootstein & Daniel Sinclair  | 12 mei 2021      |
| 118          | 15             | Stories, Secrets, Half-Truths and Lies   | Michael Waxman     | Jeff Drayer                          | 19 mei 2021      |
| 119          | 16             | I Will Come to Save You                  | Michael Pressman   | Diane Frolov & Andrew Schneider      | 26 mei 2021      |

## Seizoen 7 (2021-2022)
| nr. in serie | nr. in seizoen | Titel                                      | Regisseur          | Schrijver(s)                                          | Uitzenddatum      |
| ------------ | -------------- | ------------------------------------------ | ------------------ | ----------------------------------------------------- | ----------------- |
| 120          | 1              | You Can't Always Trust What You See        | Nicole Rubio       | Diane Frolov & Andrew Schneider                       | 22 september 2021 |
| 121          | 2              | To Lean In, or To Let Go                   | Oz Scott           | Safura Fadavi                                         | 29 september 2021 |
| 122          | 3              | Be the Change You Want to See              | Mykelti Williamson | Meridith Friedman                                     | 6 oktober 2021    |
| 123          | 4              | Status Quo, aka the Mess We're In          | Milena Govich      | Eli Talbert                                           | 13 oktober 2021   |
| 124          | 5              | Change Is a Tough Pill to Swallow          | Nicole Rubio       | Jeff Drayer & Natalie Drayer                          | 20 oktober 2021   |
| 125          | 6              | When You're a Hammer Everything's a Nail   | Charles S. Carroll | Daniel Sinclair                                       | 27 oktober 2021   |
| 126          | 7              | A Square Peg in a Round Hole               | Timothy Busfield   | Stephen Hootstein & Gabriel L. Feinberg               | 3 november 2021   |
| 127          | 8              | Just as a Snake Sheds Its Skin             | Michael Berry      | Safura Fadavi & Meridith Friedman                     | 10 november 2021  |
| 128          | 9              | Secret Santa Has a Gift for You            | Nicole Rubio       | Diane Frolov & Andrew Schneider                       | 8 december 2021   |
| 129          | 10             | No Good Deed Goes Unpunished... in Chicago | Michael Pressman   | Eli Talbert & Ryan Michael Johnson                    | 5 januari 2022    |
| 130          | 11             | The Things We Thought We Left Behind       | SJ Main Muñoz      | Jeff Drayer & Natalie Drayer                          | 12 januari 2022   |
| 131          | 12             | What You Don't Know Can't Hurt You         | Tess Malone        | Stephen Hootstein & Daniel Sinclair                   | 19 januari 2022   |
| 132          | 13             | Reality Leaves a Lot To The Imagination    | X. Dean Lim        | Meridith Friedman & Lily Dahl                         | 23 februari 2022  |
| 133          | 14             | All the Things That Could Have Been        | Jonathan Brown     | Diane Frolov & Andrew Schneider & Conor Patrick Hogan | 2 maart 2022      |
| 134          | 15             | Things Meant to Be Bent Not Broken         | Afia Nathaniel     | Stephen Hootstein & Gabriel L. Feinberg               | 9 maart 2022      |
| 135          | 16             | May Your Choices Reflect Hope, Not Fear    | Tess Malone        | Eli Talbert & Mrittika "Mou" Sarin                    | 16 maart 2022     |
| 136          | 17             | If You Love Someone, Set Them Free         | Bethany Rooney     | Jeff Drayer & Natalie Drayer                          | 6 april 2022      |
| 137          | 18             | Judge Not, For You Will Be Judged          | Nicole Rubio       | Safura Fadavi & Meridith Friedman                     | 13 april 2022     |
| 138          | 19             | Like a Phoenix Rising from the Ashes       | Timothy Busfield   | Stephen Hootstein & Daniel Sinclair                   | 20 april 2022     |
| 139          | 20             | End of the Day, Anything Can Happen        | Daniel Willis      | Eli Talbert & Gabriel L. Feinberg                     | 11 mei 2022       |
| 140          | 21             | Lying Doesn't Protect You from the Truth   | Michael Pressman   | Jeff Drayer & Natalie Drayer                          | 18 mei 2022       |
| 141          | 22             | And Now We Come to the End                 | Nicole Rubio       | Meridith Friedman & Lily Dahl                         | 25 mei 2022       |